# Мирослав Антић
Мирослав Мика Антић (Мокрин 14. март 1932 − Нови Сад 24. јун 1986) био је српски песник и уредник. Поред књижевности, бавио се сликарством, новинарством и филмом. Био је и уредник листа Ритам и Дневника у Београду, и Младог поколења у Новом Саду.

## Биографија
Рођен је у Мокрину на северу Баната, од оца Ненка и мајке Меланије Антић. Отац је био пореклом из Босилеграда у Јужној Србији и првобитно се презивао Антов. Основну школу започео је у Кикинди а  наставио у Панчеву. Живео је у Панчевачкој Горњој вароши, где је  похађао и гимназију. Са само шеснаест година написао је своје прве песме које су изашле у часопису Младост. Издавачко предузеће Ново поколење je, 1950. године прихватило је да одштампа прву збирку песама Испричано за пролеће.  Студије је уписао у Београду на Филозофском факултету. Живео је у Новом Саду. На дан своје смрти добио је награду која му је уручена у Скупштини Војводине. Пре него што је постао познати песник бавио се разним пословима - био је морнар, радио је у луткарском позоришту.

## Стваралаштво
Песник Мика Антић је у једном разговору рекао да је читао многе писце, и да су на њега сви утицали. Али је мало оних, како је говорио, који су му остали добри и вечити пријатељи. У дечјој литератури, на пример, како је говорио, никад се није разочарао у Сент Егзиперија. У свом делу, Антић, попут Егзиперија, показује колико су вредне мале ствари које одрасли људи не примећују. 
У обраћању деци он каже: „Моје песме нису песме, него писма свакоме од вас. Оне нису у овим речима, већ у вама, а речи се употребљавају само као кључеви, да се откључају врата иза којих нека поезија, већ доживљена, већ завршена, већ много пута речена, чека затворена да је неко ослободи”.
Режирао је филмове Доручак са ђаволом, Свети песак, Широко је лишће, Страшан лав. Писао је драмска дела и један рото роман.
У периоду од 1941. до 1954. године живео је у Панчеву. О њему је Немања Ротар написао књигу Сутрадан после детињства.
Преминуо је након што се дуго лечио од канцера вилице. На новосадском Новом гробљу испратило га је више од десет хиљада људи, 26. јуна 1986. године. Његова последња жеља је била да му прочитају „Бесмртну песму” и одсвирају „Пира манде коркоро” када га буду сахрањивали.
Сабрана дела су му објављена у 15 томова 1998. године од стране издавачке куће Прометеј.

## Наслеђе
Одлуком градске скупштине Новог Сада од 2007. године, друге недеље марта у Новом Саду одржавају се Антићеви дани. У оквиру манифестације се додељује годишња награда Мирослав Антић. Награда и манифестација су изостале 2021. и 2022. године.
По њему су назване школе: ОШ „Мирослав Антић” Ниш, ОШ „Мирослав Антић” Палић, ОШ „Мирослав Антић” Чукарица, ОШ „Мирослав Антић” Футог и ОШ „Мирослав Мика Антић” Панчево.

## Дела

### Књиге за одрасле
- Војводина
- Испричано за пролеће (1951)
- Рождество твоје
- Плаво небо
- Насмејани свет (1955)
- Псовке нежности
- Концерт за 1001 бубањ (песме) (1962)
- Мит о птици
- Шашава књига (1972)
- Издајство лирике[2]
- Савршенство ватре (1982)[14]

### Књиге за децу
- Последња бајка (1965)
- Плави чуперак (1965)
- Гарави сокак (1973)
- Оловка не пише срцем (1973)
- Живели прекосутра (1974)
- Друга страна ветра (1978)
- Птице из шуме (1979)
- Прва љубав (1981)
- Свашта умем (1981)
- Хороскоп (1983)
- Плава звезда[2]